# Kosmos 2267
Kosmos 2267, ruski izviđački satelit iz programa Kosmos. Vrste je Jantar-4KS1M.
Lansiran je 5. studenoga 1993. godine u 08:25 s kozmodroma Pljesecka u Rusiji. Lansiran je u nisku orbitu oko planeta Zemlje raketom nosačem Sojuz-U 11A511U (Neman). Orbita mu je bila 242 km u perigeju i 288 km u apogeju. Orbitna inklinacija mu je bila 70,38°. Spacetrackov kataloški broj je 22904. COSPARova oznaka je 1993-071-A. Zemlju je obilazio u 89,8 minuta. Pri lansiranju bio je mase 6600 kg. 
Deorbitirao je 28. prosinca 1994. godine.

## Vanjske poveznice
- N2YO.com Search Satellite Database
- Celes Trak SATCAT Format Documentation (engl.)